# Pleurotrocha glarea
Pleurotrocha glarea is een raderdiertjessoort uit de familie Notommatidae. De wetenschappelijke naam van deze soort is voor het eerst geldig gepubliceerd in 1933 door Remane.